# Ehrennadel des Demokratischen Frauenbundes Deutschlands
Die Ehrennadel des Demokratischen Frauenbundes Deutschlands war eine nichtstaatliche Auszeichnung des gleichnamigen Demokratischen Frauenbundes Deutschlands der Deutschen Demokratischen Republik (DDR), welche in drei Stufen, Bronze, Silber und Gold, gestiftet wurde. Sie wurde erstmals am 8. März 1962 verliehen. 
Die 27,5 mm durchmessende strahlenförmige Ehrennadel zeigt mittig des Sterns das blau emaillierte Wappen der DFD, dessen Kürzel golden ausgelegt sind. Die Rückseite zeigt eine querverlötete Nadel mit Gegenhacken, unter dieser die zweizeilige Inschrift: FÜR BESONDERE / LEISTUNGEN zu lesen ist.